# 小布施パーキングエリア

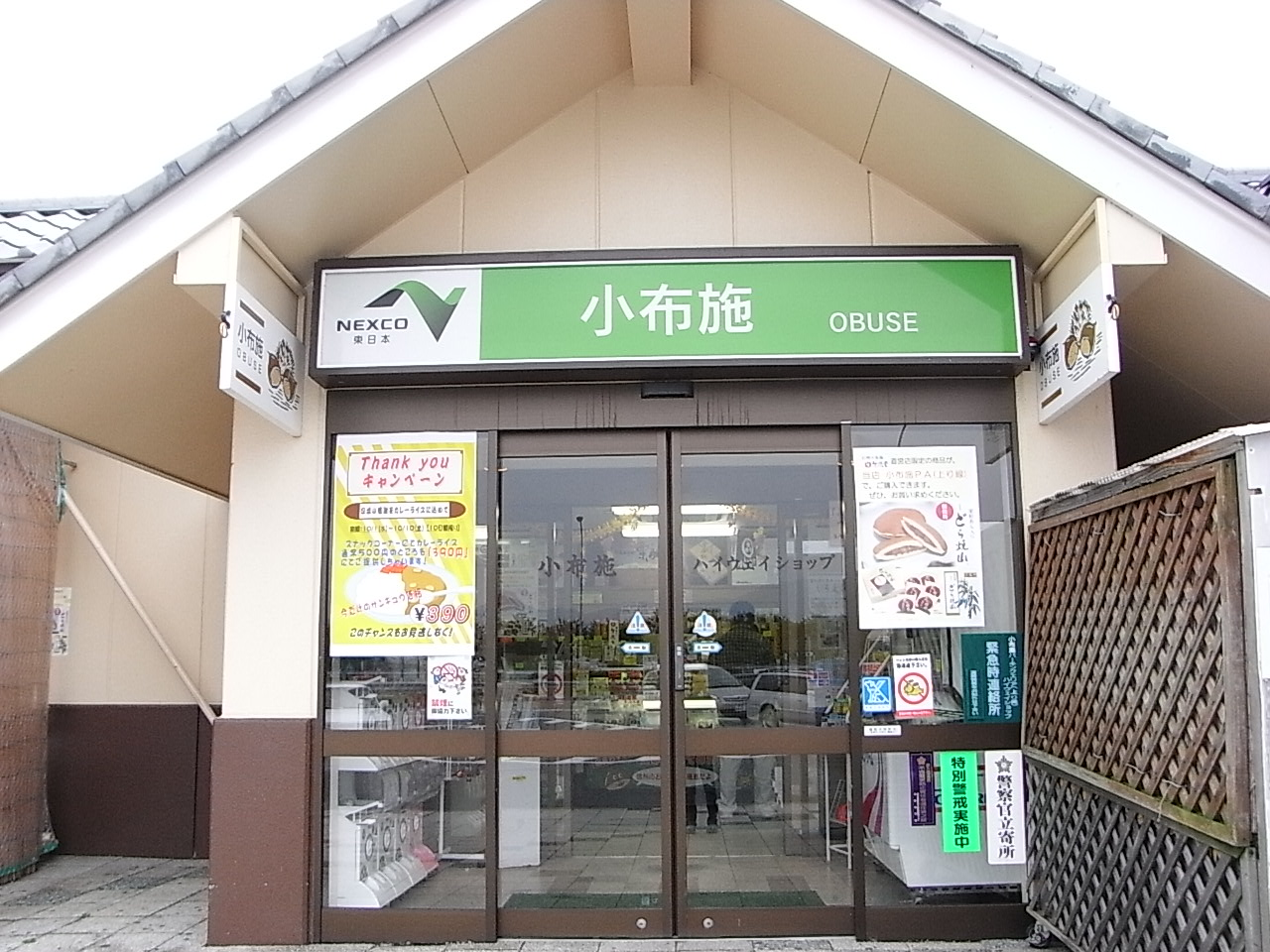
上り線施設（2008年10月）

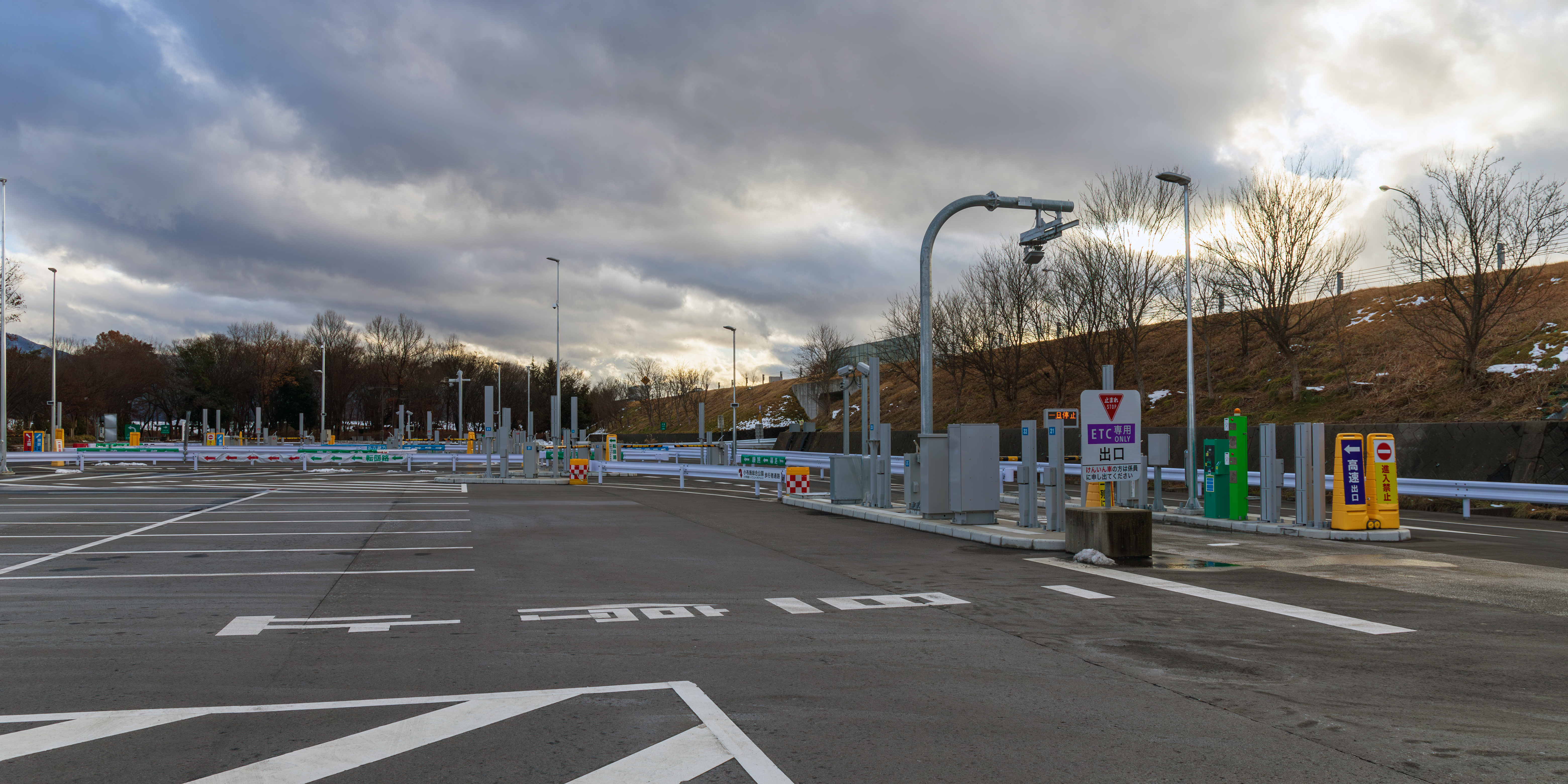
スマートインターチェンジ（2024年12月）

小布施パーキングエリア（おぶせパーキングエリア）は、長野県上高井郡小布施町にある上信越自動車道のパーキングエリア (PA) である。小布施スマートインターチェンジを併設する。

## 解説
駐車場は、PA施設前と、PAの南東に位置する道の駅オアシスおぶせ・小布施ハイウェイオアシス（小布施総合公園）に隣接する場所の2箇所があり、ハイウェイオアシス（道の駅）の施設が利用可能である。また、2005年（平成17年）4月24日から社会実験として終日利用可能なスマートインターチェンジ (SIC) が設置され、10月1日より恒久化されている。SICの料金所はハイウェイオアシスの駐車場に併設されており、SICからハイウェイオアシスを利用して本線に流入したり、本線からハイウェイオアシスを利用してSICで流出したりすることができる。当SICは小布施町内観光の最寄ICとなっている。
SICは2019年（令和元年）10月の令和元年東日本台風（台風19号）により浸水の被害を受け閉鎖されていたが、同年11月29日に閉鎖が解除された。

## 道路
- E18 上信越自動車道（14-1番）
- 接続する道路：長野県道343号村山小布施停車場線

## 施設

### 上り線（藤岡方面）
- 駐車場
  - 大型 16台
  - 小型 23台
- トイレ
  - 男性 大5（和式1・洋式4）、小6
  - 女性 16（和式2・洋式14）
    - 同伴の男児用 1

  - 車椅子用 1
- 給電スタンド（24時間）
- スナック (7:00 - 19:00)
- ショッピング (7:00 - 19:00)
- 自動販売機
- スマートインターチェンジ
- 野菜売場 (10:00 - 17:00)

エリアスタンプは鳳凰図と栗である。

### 下り線（上越方面）
- 駐車場
  - 大型 16台
  - 小型 23台
- トイレ
  - 男性 大5（和式1・洋式4）、小7
  - 女性 15（和式2・洋式13）
    - 同伴の男児用 1

  - 車椅子用 1
- スナック (7:00 - 19:00)
- ショッピング (7:00 - 19:00)
- 自動販売機
- スマートインターチェンジ

エリアスタンプはぶどうと葛飾北斎である。

### ハイウェイオアシス（道の駅オアシスおぶせ/誘導路により直結）
- 駐車場
  - 上り線 大型5台・普通26台
  - 下り線 大型5台・普通40台
- トイレ
  - 男性 大3・小7
  - 女性 9
  - 車椅子用 1
- 給電スタンド（24時間）
- 食事処（9:00 - 20:00、ラストオーダー19:45）イス席140 授乳室あり
- 土産処 (9:00 - 20:00) エレベーターあり
- クレープ屋台 (10:15 - 17:00)
- 自動販売機

## 隣
E18 上信越自動車道
(14) 須坂長野東IC - (14-1) 小布施PA/SIC - (15) 信州中野IC